# Departamento Castellanos
Castellanos es un departamento en la provincia de Santa Fe, Argentina. Debe su nombre a Aarón Castellanos, persona destacada en la historia de la provincia, gran impulsor del asentamiento en colonias agrícolas de los inmigrantes.
Fue creado en 1890 a partir de tierras del departamento de Las Colonias.
Cuenta con dos ciudades muy importantes dentro de Santa Fe como Rafaela y Sunchales. En el departamento se encuentra una de las zonas de producción lechera más importantes de Argentina al contar con grandes cantidad de tambos. Las sedes de las empresas lácteas SanCor e Ilolay están en Castellanos.
En julio de 2019, se presentó la bandera oficial del departamento que surgió en el marco de un concurso para su creación, recibiéndose 51 propuestas de distintas localidades.

## Demografía
Según los resultados definitivos del censo de 2022 la población del departamento alcanza los 190.577 habitantes.
La población se encuentra repartida en 97 333 mujeres y 93 231 hombres, con un índice de masculinidad de 95,7 hombres por cada 100 mujeres. 
La edad mediana de la población es de 33 años (34 años entre las mujeres y 32 años entre los hombres).
El 12,0% de la población tiene más de 65 años (frente al 11,4% en 2010), y el 2,8% de la población tiene más de 80 años (indicando un leve retroceso frente al 2,9% en 2010)
De las personas residentes en el departamento, unas 29 993 (15,7% del total departamental) nacieron en otra provincia, y unas 1 024 (0,5% del total departamental) lo hicieron fuera del país, siendo los grupos de inmigrantes más numerosos los provenientes de:
- Bolivia: 270 personas
- Paraguay: 120 personas
- Uruguay: 72 personas
- Italia: 68 personas
- Venezuela: 63 personas

### Localidades más pobladas
| Nombre                 | Censo de 2010 |
| ---------------------- | ------------- |
| Rafaela                | 92 941        |
| Sunchales              | 21 304        |
| Frontera               | 10 723        |
| San Vicente            | 6300          |
| Humberto Primo         | 5184          |
| María Juana            | 5072          |
| Lehmann                | 3031          |
| Josefina               | 2818          |
| Santa Clara de Saguier | 2392          |
| Ataliva                | 2065          |